# Gendarmerie royale marocaine
 (mars 2011).
Si vous disposez d'ouvrages ou d'articles de référence ou si vous connaissez des sites web de qualité traitant du thème abordé ici, merci de compléter l'article en donnant les références utiles à sa vérifiabilité et en les liant à la section « Notes et références ».
La Gendarmerie royale (en arabe : الدرك الملكي المغربي,
ad-darak al-malikiyy al-maḡribiyy) est le corps de gendarmerie nationale du royaume du Maroc. Elle est placée sous la tutelle du ministère de l'Intérieur et des forces armées royales. Elle est créée par dahir royal le 29 avril 1957 et remplace la gendarmerie française du Maroc.

## Histoire
Avant 1900, le pouvoir de la police se confondait avec le pouvoir administratif. Il n'existait à ce moment-là aucun corps constitué de police.
Par décret du 25 avril 1927, la force publique est transformée en légion de gendarmerie à compter du 1er janvier 1928.
En 1956, la gendarmerie dont la mission essentielle comprenait :
- Cinq compagnies qui sont devenues les Régions de la Gendarmerie royale
- Quinze sections qui sont devenues les compagnies de la Gendarmerie royale
- Cent trois brigades.

Le décret-loi reprend très largement le décret organique français du 20 mai 1903 et prolonge ainsi l'organisation, les principes d'action et les missions de l'ex-légion dissoute. Depuis octobre 1999, la Gendarmerie royale est membre de l'association des polices à statut militaire (FIEP).

## Organisation
La Gendarmerie royale fait partie des Forces armées royales. Elle est statutairement militaire et est chargée principalement de veiller à la sûreté et à l'ordre publics.
Son texte législatif de création est le Dahir 1-57-079 du 29 avril 1957.
Elle exerce par la suite son activité dans le cadre du Dahir 1-57-280 du 14 janvier 1958.
Elle est rattachée au Roi du Maroc, chef suprême et chef de l'état-major général des forces armées royales et pour administration et gestion au secrétariat général pour l'administration de la défense nationale qui reçoit délégation du Premier ministre. Elle assure la sécurité du souverain.
Elle relève également :
- du ministère de la Justice pour l'exercice de la police judiciaire ;
- du ministère de l'Intérieur pour l'exercice de la police administrative

## Gendarmerie royale maritime
L'effectif de la marine nationale de la gendarmerie royale nationale est composé de 1 500 MDL (maréchal des logis), dont des officiers, des techniciens de radar et des sauveteurs.
Ses missions sont généralement les mêmes que la marine royale nationale.[réf. nécessaire]